# Миллер, Маркус (музыкант)
Уильям Генри Маркус Миллер-младший (англ. William Henry Marcus Miller Jr.), больше известный как Маркус Миллер (англ. Marcus Miller) — джазовый музыкант, композитор и продюсер, мультиинструменталист. В первую очередь известен как бас-гитарист и музыкант, работавший с Майлзом Дэвисом, Эриком Клэптоном, Лютером Вандроссом, Дэвидом Сэнборном. Обладатель премии Грэмми за лучший альбом современного джаза в 2001 году (альбом М²) и как соавтор лучшей ритм-энд-блюз композиции в 1991 году («Power Of Love/Love Power»). Артист ЮНЕСКО во имя мира (2013).

## Биография
Маркус Миллер родился и вырос в Нью-Йорке. Первые познания в теории музыки и практические уроки он получил у своего отца, органиста и директора церковного хора. Первым музыкальным инструментом Миллера была блокфлейта. Позже, ещё в школе, он начал осваивать кларнет, играя в школьном ансамбле и в New York All-City band. После школы Маркус поступает в Высшую школу музыки и искусства (High School of Music and Art) по классу кларнета. Он хочет продолжить музыкальное образование в консерватории, но не уверен в правильности выбранного инструмента. Поэтому он поступает в колледж без музыкальной специализации — Queens College.
Бас-гитару Миллер впервые взял в руки, играя в местных фанк-группах, когда ему было тринадцать лет. Он осваивал её самостоятельно, используя знания, полученные при изучении игры на кларнете.
Первые записи Маркуса Миллера как бас-гитариста состоялись во время его учёбы в колледже. Со временем ему пришлось оставить учёбу и игру на кларнете, к которому он вернётся лишь через семь лет. Именно в годы обучения он знакомится с такими людьми, как Дэвид Сэнборн (en:David Sanborn), Роберта Флэк, Джордж Бенсон, Лютер Вандросс, Джо Семпл (en:Joe Sample), Пол Саймон, Билл Уизерс, Майлз Дэвис. 
В 1981 году Миллер становится музыкантом в группе Майлза Дэвиса и два года проводит в турне.
Как композитор, Миллер написал «Tutu» для Майлза Дэвиса — композицию, которая определила карьеру Дэвиса в конце 1980-х годов, и была заглавным треком одноимённого альбома, для которого Маркус написал все песни, кроме двух, да и то одна из них была написана в соавторстве с Дэвисом. Он также написал «Chicago Song» для Дэвида Сэнборна и был соавтором «Til My Baby Comes Home», «It’s Over Now», «For You to Love» и «Power of Love» для легенды блюза Лютера Вандросса. Миллер также написал «Da Butt», которая была показана в х/ф «School Daze» Спайка Ли.
Спустя какое-то время Миллер начинает продюсировать других музыкантов. Его первым серьёзным опытом стал альбом Дэвида Сэнборна Voyeur, принёсший ему Грэмми. Вместе они работали над другими популярными альбомами, в числе которых Close Up, Upfront и получивший Грэмми в 2000 году Inside.
Лютер Вандросс, легенда ритм-энд-блюза, также долгие годы сотрудничал с Миллером. Многие хиты Вандросса, среди которых Till My Baby Comes Home, It’s Over Now, Any Love, I’m Only Human, были написаны или спродюсированы Миллером.
Он также продюсировал Эла Джерро (Al Jarreau), группу The Crusaders, Уэйна Шортера (Wayne Shorter), группу Take 6, Чаку Хан (Chaka Khan), Кенни Гарретта (Kenny Garrett) и уже упоминавшегося Лютера Вандросса.
В 1986 году Маркус Миллер продюсирует альбом Майлза Дэвиса Tutu. Всего как продюсер он участвует в создании ещё двух альбомов Дэвиса.

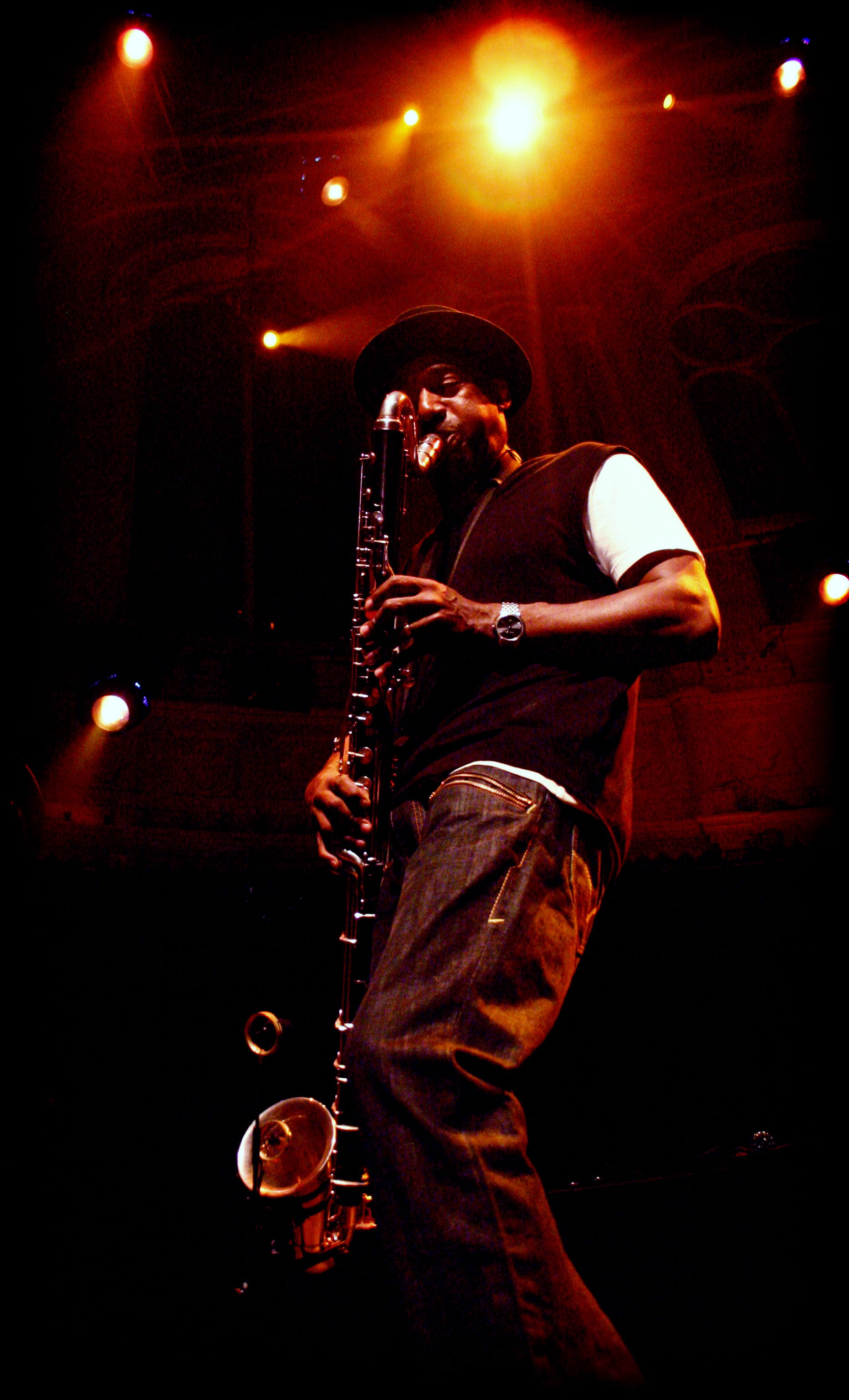
Маркус Миллер с бас-кларнетом в Амстердаме (2007 г.)

Карьеру сольного исполнителя Миллер начал в 1993 году альбомом The Sun Don’t Lie. В 1995 в свет вышли Tales. После двух лет гастролей по просьбам своих фанатов он издаёт сборник Live & More. 
Принёсший Грэмми в 2001 году альбом М² был назван журналом Jazziz в числе 10 лучших альбомов года. В последнее время Миллер также сочиняет музыку для фильмов.
Маркус Миллер является обладателем многочисленных премий Грэмми как продюсер Майлза Дэвиса, Лютера Вандросса, Дэвида Сэнборна, Боба Джеймса, Чаки Хан и Уэйна Шортера. Он выиграл премию Грэмми за лучшую R&B песню в 1992 году «Power of Love» для Лютера Вандросса, а в 2001-м году — за лучший современный джазовый альбом за свой четвёртый сольник M².
Миллер в настоящее время имеет свою собственную группу. 
В 1997 году он играл на бас-гитаре и бас-кларнете в группе под названием «Legends», с участием Эрика Клэптона (гитара и вокал), Джо Семпла (фортепиано), Дэвида Сэнборна (альт-саксофон) и Стива Гэдда (ударные). Группа приняла участие в одиннадцати крупных джазовых фестивалях в Европе.

## Дискография
Сольные альбомы (начиная с 1982):
- 1983 — Suddenly
- 1984 — Marcus Miller
- 1993 — The Sun Don’t Lie
- 1995 — Tales
- 1998 — Live & More
- 2000 — Best Of '82-'96
- 2001 — M²
- 2002 — the Ozell Tapes
- 2005 — Silver Rain
- 2007 — Free
- 2008 — Marcus
- 2010 — A Night In Monte-Carlo
- 2012 — Renaissance
- 2015 — Afrodeezia
- 2018 — Laid Black

С Дэвидом Сэнборном (1975—2000):
- 1977 — Lovesongs
- 1980 — Hideaway
- 1980 — Voyeur
- 1981 — As We Speak
- 1982 — Backstreet
- 1984 — Straight To The Heart
- 1987 — Change Of Heart
- 1988 — Close-Up
- 1991 — Another Hand
- 1992 — Upfront
- 1994 — Hearsay
- 1995 — Pearls
- 1996 — Songs From The Night Before
- 1999 — Inside

С Майлзом Дэвисом (1980—1990):
- 1981 — The Man with the Horn
- 1981 — We Want Miles
- 1982 — Star People
- 1986 — Tutu
- 1987 — Music From Siesta
- 1989 — Amandla

## Музыка к фильмам
- 1987 — Сиеста / Siesta
- 1990 — Домашняя вечеринка / House Party
- 1992 — Бумеранг / Boomerang
- 1994 — Над кольцом / Above the Rim
- 1994 — Пропавшие миллионы / A Low Down Dirty Shame
- 1996 — Большой белый обман / The Great White Hype
- 1997 — Шестой игрок / The 6th Man
- 2000 — Дамский угодник / The Ladies Man
- 2001 — Братья / The Brothers
- 2001 — Лебединая труба / The Trumpet of the Swan
- 2001 — Игра для двоих / Two Can Play That Game
- 2002 — Мошенники / Serving Sara
- 2003 — Избавьте нас от Евы / Deliver Us from Eva
- 2003 — Глава государства / Head of State
- 2004 — Энциклопедия разводов / Breakin’ All the Rules
- 2005 — Выкупить Кинга / King’s Ransom
- 2006 — За мной последний танец 2 / Save the Last Dance 2
- 2007 — Кажется, я люблю свою жену / I Think I Love My Wife
- 2007 — Рождество / This Christmas
- 2009 — Красивые волосы / Good Hair
- 2009 — Одержимость / Obsessed
- 2012 — Думай как мужчина / Think Like a Man
- 2014 — Что случилось прошлой ночью / About Last Night
- 2017 — Маршалл / Marshall
- 2020 — Безопасность / Safety
- 2022 — Сидни / Sidney
- 2023 — Конфетный переулок / Candy Cane Lane